# Isztabrak
Isztabrak (arab. اشتبرق) – miejscowość w Syrii, w muhafazie Idlib. W 2004 roku liczyła 1187 mieszkańców.